# Portret van Andries Bicker
Portret van Andries Bicker is een olieverfschilderij op paneel uit 1642 van de Hollandse kunstschilder Bartholomeus van der Helst (circa 1613-1670). Afgebeeld is Andries Bicker (1586-1652), koopman en  burgemeester van Amsterdam. Het is een pendant van het portret van zijn echtgenote Trijn Jansdr. Tengnagel, dat in Dresden hangt. Het portret van hemzelf behoort met dat van zijn zoon Gerard sinds 1848 tot de collectie van het Rijksmuseum Amsterdam.
Het is het enige portret dat van Andries Bicker bekend is. Bicker is tot aan de heup afgebeeld, iets dat in die tijd in Amsterdam niet gangbaar was. Dieptewerking werd bewerkstelligd door de linkerelleboog te accentueren met lichtere grijstonen, door het boekje naar voren te steken en met de rechts lichtere bruine achtergrondkleur. Haar, kraag en gezicht zijn precies weergegeven, de mantel en handen daarentegen zijn schilderachtiger. De bladeren van het boekje wijken in kleur als enige af van de rest van dit in vrij sobere kleuren geschilderde portret. Het schilderij is linksboven gesigneerd en gedateerd: B. vanderhelst 1642.
Van der Helst schilderde ook een portret van Bickers vrouw Trijn Jansdr. Tengnagel en hun zoon Gerard. In oktober 1848 werden deze portretten tezamen ter veiling aangeboden. Dat van hem en zijn zoon werden door het Rijksmuseum Amsterdam gekocht. Het portret van zijn vrouw werd aangeschaft door een kunsthandelaar en werd in 1876 opnieuw ter veiling gebracht. De rijksadviseurs voor de Monumenten van Geschiedenis en Kunst adviseerden de minister van Binnenlandse zaken om ook dit schilderij te kopen, maar dat is niet gebeurd.